# Jason Koon
Jason Koon (14 augustus 1985) is een Amerikaans professioneel pokerspeler.

## Carrière
In 2018 won Koon het Super High Roller Series Montenegro-toernooi van Triton Poker. Dit was het grootste bedrag dat hij tot dan toe had gewonnen in zijn carrière: HK$28.102.000,- (omgerekend $3.579.914 Amerikaanse dollar). Het inschrijfgeld voor het toernooi bedroeg HK$1.000.000,- (omgerekend $127.000,-).
In 2021 won hij de hoofdprijs van $243.981 op het Heads-Up No-Limit Hold’em Championship van de World Series of Poker 2021.
Koon had tot en met juni 2023 bij elkaar meer dan $47.700.000,- in pokertoernooien gewonnen (cashgames niet meegerekend).

## WSOP-titels
| Jaar | Toernooi                                       | Prijs (US$) |
| ---- | ---------------------------------------------- | ----------- |
| 2021 | $25,000 Heads-Up No-Limit Hold’em Championship | $243.981,-  |